# Данлап (Илиноис)
Данлап (енгл. Dunlap) град је у америчкој савезној држави Илиноис.

## Демографија
По попису из 2010. године број становника је 1.386, што је 460 (49,7%) становника више него 2000. године.
| Група             | 2000.       | 2010.         |
| Белци             | 891 (96,2%) | 1.262 (91,1%) |
| Афроамериканци    | 5 (0,5%)    | 13 (0,9%)     |
| Азијати           | 14 (1,5%)   | 80 (5,8%)     |
| Хиспаноамериканци | 12 (1,3%)   | 17 (1,2%)     |
| Укупно            | 926         | 1.386         |